# Raikî, Berdîciv
Raikî (în ucraineană Райки) este o comună în raionul Berdîciv, regiunea Jîtomîr, Ucraina, formată numai din satul de reședință.
Localitatea face parte din regiunea istorică Volânia, iar după tratatul de pace de la Riga din 1921 a devenit parte a Uniunii Sovietice.

## Demografie
Componența lingvistică a satului Raikî
     Ucraineană (96,89%)
     Rusă (3,03%)
Conform recensământului din 2001, majoritatea populației satului Raikî era vorbitoare de ucraineană (96,89%), existând în minoritate și vorbitori de rusă (3,03%).